# Глинки (Ростовская область)
Глинки — хутор в Родионово-Несветайском районе Ростовской области.
Входит в состав Волошинского сельского поселения.

## География

### Улицы
- ул. Гагарина,
- ул. Московская,
- ул. Подгорная,
- ул. Степная.

## Население
| 2010 |
| ---- |
| 87   |